# Synagoga v Pravoníně
Bývalá synagoga stojí v obci Pravonín jako čp. 85.
Jedná se o budovu z 19. století, jež je v současné době využita jako rekreační chalupa.